# Seth Dunwoody
Seth Dunwoody (Armagh, 26 mei 2006) is een Iers wielrenner.

## Carrière
Als eerstejaars junior, in 2023, won Dunwoody het jongerenklassement in de Guido Reybrouck Classic. Een maand later won hij twee etappes en het eindklassement in de Penn Ar Bed, een driedaagse etappekoers in Bretagne. In juni van dat jaar werd hij vierde in het door Adam Rafferty gewonnen nationale kampioenschap tijdrijden. Twee dagen later won hij wel de wegwedstrijd. In 2024 won hij de E3 Saxo Classic. Een week later won hij een etappe in de Vredeskoers. Op het nationale kampioenschap tijdrijden was enkel Conor Murphy sneller. In de door Paul Seixas gewonnen tijdrit op het wereldkampioenschap werd Dunwoody vijfde. Zijn carrière als junior sloot hij af met de winst in de Chrono des Nations.
Als eerstejaars belofte maakte Dunwoody de overstap naar de opleidingsploeg van Bahrain Victorious. In april van dat jaar won hij de slotrit in de Circuit des Ardennes. In juni stond hij aan de start van de Ronde van Italië voor beloften, waar hij in de vierde etappe de sprint van een kleine groep wist te winnen.

## Overwinningen
2023
Jongerenklassement Guido Reybrouck Classic
1e en 3e etappe Penn Ar Bed
Eind- en jongerenklassement Penn Ar Bed
 Iers kampioen op de weg, Junioren
2024
E3 Saxo Classic, Junioren
2e etappe deel B Vredeskoers, Junioren
2e etappe deel B Nation's Cup Hungary
Chrono des Nations, Junioren
2025
5e etappe Circuit des Ardennes
4e etappe Ronde van Italië, Beloften

## Ploegen
- 2025 –  Bahrain Victorious Development Team